# Marat Bacharov
Marat Alimjanovitch Bacharov (en russe : Марат Алимжанович Башаров), est un acteur russe d'origine tatare, né le 22 août 1974 à Moscou.
Il est connu par le public français dans le rôle principal du film de Pavel Lounguine La Noce (Свадьба, Svadba) sorti en France, en 2000, où il joue aux côtés de Maria Mironova.

## Biographie
Issu d'un milieu modeste (sa mère est cuisinière et son père plombier), Marat Bacharov est étudiant en droit à Moscou, lorsque par son frère, critique de théâtre, il joue pendant deux saisons au théâtre Sovremennik Le Fantôme de Canterville. Il entre ensuite aux cours d'art dramatique Chtchépkine, à Moscou. Pendant ses études, il tourne pour des publicités et des petits rôles au cinéma. À partir de 2009, il prend part sur la chaîne TNT à l'émission «Битва экстрасенсов» (Bitva extrasensov, Victoire extra-sensorielle)  regardée par des millions de téléspectateurs. De même il présente en 2015 l'émission «Mister and Mrs Média » sur la chaîne russe Pierviy Kanal. En 2010, il est lauréat du prix Étoile du théâtre.

## Vie privée
Marat Bacharov est d'origine tatare et musulman. Il est père d'une petite fille, Amélie, née en 2004 qu'il a eue d'Élisaveta Kroutsko. Il épouse en mai 2014 l'actrice Ekaterina Arkharova dont il divorce en mars 2015. Le 5 juillet 2016, Marat Bacharov annonce que son admiratrice Élizaveta Chevyrkova est enceinte d'un enfant de lui. Elle met au monde un petit Marcel le 28 juillet 2016. Le mariage civil a lieu le 9 septembre 2017.

## Filmographie
- 1994 : Soleil trompeur de Nikita Mikhalkov : tankiste
- 1999 : Le Tireur d’élite (Vorochilovsky strelok) : Igor Zvorygine
- 1999 : Le Barbier de Sibérie (Sibirskiy tsiryulnik) de Nikita Mikhalkov  : Palievsky
- 2000 : L'Eau qui dort (Tikhie omouty) : un policier
- 2000 : La Noce (Свадьба, Svadba) de Pavel Lounguine : Mishka
- 2000 : La Frontière : Roman de taïga d'Alexandre Mitta : Ivan Stolbov
- 2001 : Hypnose (Gipnoza)
- 2001 : Un nouveau Russe (Oligarkh) de Pavel Lounguine : Kochkine
- 2002 : Lednikovy period, série télévisée
- 2003 : 72 mètres : capitaine-lieutenant Piotr Orlov
- 2004 : Les Célibataires (Kholostiaki), série télévisée
- 2004 : La Chute de l'Empire (Gibel Imperii), série  au cinéma|TV
- 2004 : Rostvenny Obmion, série télévisée
- 2005 : Satisfaction (Satisfaktsia), série télévisée
- 2005 : Le Gambit turc (Touretsky gambit) : Groudnev
- 2005 : Ma grande noce arménienne (Moïa bolchaïa armianskaïa svadba) : Génia
- 2005 : Mys dobroy nadejdy : Volodia
- 2006 : Jouer les victimes (Изображая жертву, Izobrajaïa jertvou)
- 2006 : Tanker tango
- 2007 : Konservy : Igor Davydov
- 2007 : Les Sauvages (Dikari) : Mister
- 2007 : Sur la voie du cœur (Na pouti k sierdtsou), série télévisée
- 2007 : 1612
- 2008 : Messieurs les officiers (Gospoda ofitsery) : sous-lieutenant Lioubavine
- 2008 : Nouvelle Terre (Novaïa zemlia) : Tolia
- 2009 : Ioulenka : Andreï Bielov
- 2010 : Retour en URSS (ru) : Anton Rodimov
- 2012 : Rjevski contre Napoléon : le prince Bagration
- 2012 : Anna German : le secret de l'aigle blanc (série télévisée russo-ukrainienne à propos de la vie d'Anna German) : Valentin Lavrichine
- 2013 : Pense comme une femme (Думай как женщина) (série télévisée) : Evgueni Novikov/Eva
- 2013 : Pendant qu'elle est encore en vie (Пока ещё жива) : Andreï
- 2013 : Le Second souffle (Второе дыхание) : Igor
- 2013 : Le Vol du nouvel an (Новогодний рейс) : Pavlovsky
- 2014 : Le Bon nom (Доброе имя) : Anton Dobriakov
- 2014 : Le Photographe (Фотограф) : Sokolov, le père de Kolia
- 2015 : Le Bataillon (Батальонъ) : Alexandre Kerenski
- 2015 : Profondeur (Глубина) : Roman
- 2016 : Le Héros (Герой) : le baron von Lieven
- 2016 : La Firme ivre (Пьяная фирма) : le major Gnilorybov
- 2017 : Moulla (Мулла) : Arthur
- 2017 : Le Fond (Дно) (film documentaire, 2017) : Alexandre Kerenski
- 2017 : Going Vertical (Движение вверх) de Anton Meguerditchev : Guennadi Terechenko
- 2024 : Le Maître et Marguerite (Мастер и Маргарита) de Mikhaïl Lokchine : Stepan Likhodeïev